# Tutufa bufo
Tutufa bufo är en snäckart som först beskrevs av Roding 1798.  Tutufa bufo ingår i släktet Tutufa och familjen Bursidae. Inga underarter finns listade i Catalogue of Life.